# Manoir de Kermarker
Le manoir de Kermarker est situé à Ploëzal en France.

## Localisation
Le manoir est situé sur la commune de Ploëzal dans le département des Côtes-d'Armor, dans la région Bretagne.

## Historique
Le manoir existe depuis 1280. Il est la propriété de Geffroy Hingant en 1339 et de Derrien Hingant en 1363. En 1484, il passe par mariage à Chretien de Pommorio, puis en 1532 à Henri de Kercabin (ou Kernabin). Reconstruit en 1597 par Jean de Kercabin (conseiller au parlement de Bretagne), le manoir passe ensuite aux mains des Le Gonidec de Tressan, par alliance de Marguerite de Kercabin, vers le début du XVIIIe siècle. Le manoir a été dévasté lors des guerres de la Ligue comme semble l'indiquer un document conservé aux archives départementales d'Ille-et-Vilaine.
Il est inscrit au titre des monuments historiques par arrêté du 29 décembre 1927.